# Сказка о глупом мышонке (мультфильм, 1940)
«Сказка о глупом мышонке» — советский рисованный мультипликационный фильм Михаила Цехановского, снятый на студии «Ленфильм» в 1940 году по одноимённому стихотворению Самуила Маршака.

## Сюжет
По одноимённому стихотворению Самуила Маршака.
Садится солнце. Подсолнухи, утята и поросята, ложась спать, желают всем спокойной ночи. Темнеет, вылетает Сова. Мышь качает Мышонка на руках, поёт ему колыбельную, но никак не может того убаюкать, он капризничает и пищит, не давая заснуть живущим этажом выше утятам. Мышь, в поисках няни для мышонка, стучится в дверь к Утке, которая соглашается попробовать усыпить Мышонка. Спела Утка колыбельную Мышонку, а тот снова капризничает: слишком громко! Побежали Мышь и Утка за помощью к Хавронье. Спела теперь и Свинья колыбельную Мышонку, а тот опять не доволен: слишком хрипло! Уже трое побежали за помощью к Жабе. Проквакала новая нянька колыбельную Мышонку, и снова не по нраву ему: слишком глупо! Покраснела Жаба и заплевала Мышонка. Привели Мышь, Утка и Хавронья очередную няньку Мышонку — Лошадь, спела она ещё одну колыбельную. Снова всё не так Мышонку: слишком страшно! Привезли Мышь, Утка, Свинья, Жаба и Лошадь к Мышонку Щуку в деревянной бадье. И снова Мышонок не доволен: разевает Щука рот, а не слышно, что поёт! Уже шестеро побежали за помощью к Кошке. Сунула Кошка Мышонку в рот соску и начала петь колыбельную, мурлыкать, да Мышонка облизывать. Понравилась Мышонку новая нянька, начал он зевать и успокаиваться, а потом сказал: очень сладко ты поёшь! Заснул Мышонок, заснула Мышка, заснули все остальные. Задула Кошка свечку, ушла в темноте к себе домой и Мышонка с собой прихватила. Просыпается утром Мышка — нет дома Мышонка. Подняла Мышка шум, собрала всех соседей, побежали они к Кошке. В это время Кошка играет с Мышонком, подбрасывает его и зубами ловит. А ещё когти точит, чтобы острее были, и в горшке воду кипятит, да Мышонка туда макает. Добежали животные до дома Кошки, выломал Пёс дверь ружьём. Спрятала Кошка свои приготовления и притворилась, что продолжает Мышонка баюкать. Успокоился было Пёс, начал подпевать Кошке, но заметил всё-таки и шкуру разрезанную и горшок кипящий. Победил Пёс Кошку в драке, выгнал её из дома и вынес Мышонка на радость матери и другим зверям.

## Съёмочная группа
| Авторы сценария                  | Самуил Маршак, Михаил Цехановский |
| Режиссёр                         | Михаил Цехановский |
| Ассистенты режиссёра (художники) | Элеонора Гайлан, Ксения Дупал, Вера Цехановская                                                                                            |
| Художники-постановщики           | Михаил Цехановский, Леонид Чупятов |
| Фоны                             | Г. Боков |
| Оператор                         | Д. Шемякин или Василий Шумякин |
| Монтажёр                         | Лидия Кякшт |
| Композитор                       | Дмитрий Шостакович |
| Дирижёр                          | Борис Тилес |
| Звукооператор                    | Александр Беккер |
| Звукомонтаж                      | В. Назаренко |
| Роли озвучивали:                 | Ирина Витлин — Тётя Свинка, Эммануил Каплан — Тётя Лошадь, Татьяна Лаврова — Тётя Кошка, З. Соколова — Мама-Мышь, Ефрем Флакс — Пёс Полкан |

## Технические данные
| Тип                          | рисованный (графический) |
| Цветность                    | цветной                  |
| Количество частей            | 1 часть                  |
| Длина плёнки                 | 414 метров               |
| Продолжительность            | 14 минут или 13 минут    |
| Киностудия                   | «Ленфильм»               |
| Запись музыки                | Апрель—май 1939 года     |
| Дата производства            | 1940 год                 |
| Дата первого показа          | Сентябрь 1940 года       |
| Разрешительное удостоверение | ВЭ 1940 г.               |

## Описание, отзывы и критика
По мнению Софьи Хентовой, Дмитрий Шостакович написал музыку для мультфильма «Сказка о глупом мышонке» специально для Михаила Цехановского в качестве утешения за несостоявшийся мультфильм «Сказка о попе и о работнике его Балде». Больших творческих задач Шостакович при этом перед собой не ставил. Сам Шостакович рассказывал, что в мультфильме, в отличие от сказки Маршака, конец будет благополучным. Музыка у фильма будет лирическая и весёлая. Мелодия колыбельной песенки будет варьироваться в зависимости от исполняющего её персонажа.
По мнению Бородина Г. Н., фильм «Сказка о глупом мышонке» относится к переходному периоду творчества Михаила Цехановского между условными «Цехановским-экспериментатором» и «Цехановским-натуралистом». Замысел картины появился у Цехановского ещё в 1934 году. В фильме легко узнаваема графическая манера Цехановского, хотя она уже и не столь радикальна: под влиянием эстетики целлулоидной технологии среда и персонажи мультфильма приобрели бо́льшую трёхмерность. При сдаче мультфильма произошёл конфликт, вызванный несогласием Самуила Маршака с вольным отношением к его тексту. В архивных документах, несмотря на титры, фильм носит название «Глупый мышонок». Сохранились две различные позитивные копии ленты: одна — в «Госфильмофонде», другая — на «Ленфильме». Обе копии прекрасно сохранили цвет, несмотря на возраст.
По воспоминаниям Элеоноры Гайлан, опубликованным в журнале «Киноведческие записки» в 2005 году, производство мультфильма «Глупый мышонок» началось в 1939 году, а закончилось — в 1940. Этот мультфильм стал самой большой и ответственной работой Гайлан на «Ленфильме». При создании съёмочной группы именно этого мультфильма Гайлан познакомилась с Михаилом Цехановским, как с режиссёром, уже будучи знакомой с ним, как с преподавателем. Каждое животное в мультфильме изображал отдельный художник: Ксения Дупал — Кошку и Жабу, Татьяна Корнилова — Собаку, Федя Слуцкий — Лошадь, Вера Цехановская и Зоя Медведева — Свинью и Утку. Сама Гайлан рисовала Мышонка, Мышь и Щуку и некоторые общие сцены, причём Цехановский специально подарил ей живого белого мышонка для натуры. Гайлан сама придумала, что, капризничая, Мышонок выбрасывает из кроватки одеяло и подушку. Кроме перечисленных, в творческую группу входили также художники Боков, Людмила Казанцева, Елизавета Казанцева, Н. Соколов, Леонид Чупятов, операторы Владимир Кабанов и Шумякин.
По мнению Севастьяновой С. С., музыка Дмитрия Шостаковича формирует непрерывную драматургию в мультфильме 1940 года «Сказка о глупом мышонке», фактически являющемся первым образцом советской мультипликационной оперы.
По мнению Марины Раку, только в мультфильме 1940 года «Сказка о глупом мышонке» Дмитрию Шостаковичу удалось воплотить своё желание поучаствовать в создании кинооперы.
По мнению Петра Багрова, сказочной удачей можно считать тот факт, что мультфильм «Сказка о глупом мышонке» (совместная работа Маршака, Цехановского и Шостаковича) сохранился доступным для исследований в двух полных заметно различающихся смонтированных версиях, а также в рабочих материалах на киноплёнке. Для советской довоенной мультипликации такая сохранность представляет собой уникальный случай. Для Шостаковича фильм стал и первым опытом в детской киномузыке и единственной завершённой кинооперой. Для озвучивания был привлечён оркестр из тридцати-сорока человек, ведущие ленинградские певцы, включая Ефрема Флакса. Партию Тёти Свинки в тесситуре баритона озвучила артистка театра имени С. М. Кирова Витлин И. М.
По мнению Майи Кононенко, вторая совместная работа Цехановича и Шостаковича («Сказка о глупом мышонке»), продолжая идею мультипликационной оперы их первой работы («Сказка о попе и о работнике его Балде»), создавалась на совершенно других художественных принципах. Все персонажи стали максимально (для сказки) реалистичны и антропоморфны. Применение целлулоидной технологии добавило ленте трёхмерность и детализацию.